# Union Station (Kansas City)
Pour les articles homonymes, voir Union Station.
Union Station est une gare ferroviaire des États-Unis, située à Kansas City dans l'État du Missouri.

## Histoire
Elle est mise en service en 1914. 
Fermée en 1985, elle est rouverte en 1999.

## Service des voyageurs

### Desserte
Ligne d'Amtrak:
- Le Missouri River Runner: Kansas City - Saint-Louis
- Le Southwest Chief: Los Angeles - Chicago

### Intermodalité
¨

## Divers
La gare a fait l'objet en 2012 d'un tournage d'une émission de la saison 7 de Ghost Adventures, une équipe de recherches sur la paranormal.